# Újezd nad Lesy

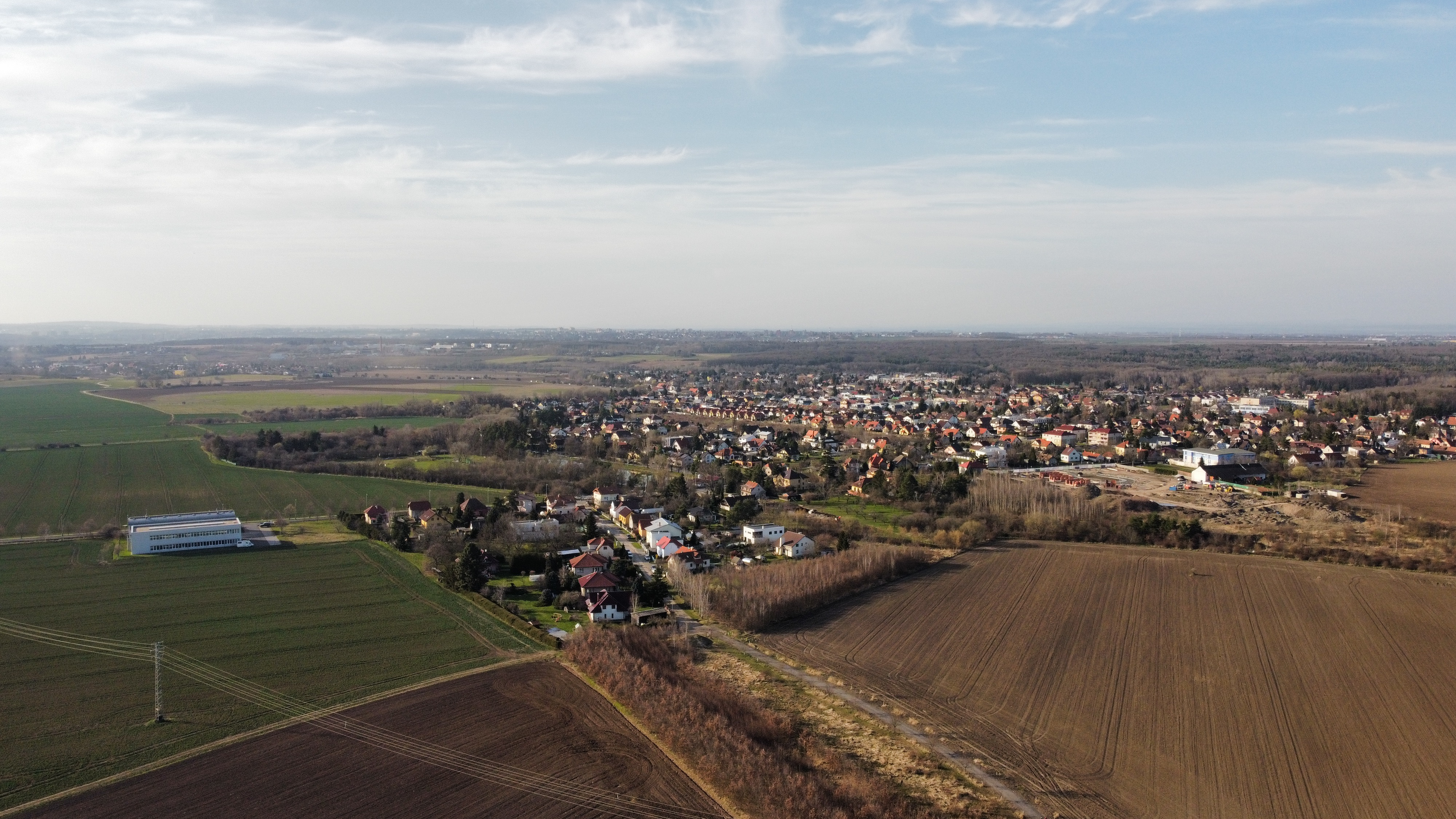
Fotka druhé části Újezdu nad Lesy z leteckého pohledu focená dronem

Újezd nad Lesy (německy Aujest am Walde) je městská čtvrť a katastrální území hlavního města Prahy u jeho východní hranice. Jako jediná část města tvoří území samosprávné městské části Praha 21.

## Historie

### Nejstarší dějiny
Ves Oujezd (v některých zdrojích psáno Viesd) je poprvé zmiňována roku 1309, kdy ji tehdejší majitel Vítek ze Švábenic předal zderazskému klášteru. Ve stejném století, v roce 1395, jej koupil držitel nedalekých Kolodějí, člen pražského měšťanského rodu Rotlevů, kutnohorský královský mincmistr, Martin Rotlev. Na začátku 15. století přešel do vlastnictví Doroty a Alžběty z Valdštejna. Po bitvě na Bílé hoře koupil celý kraj od Kostelce nad Černými lesy až po Oujezd kníže Karel I. z Lichtenštejna.

### Dočasný zánik po třicetileté válce a pomalá obnova
Ves Oujezd byla v závěru třicetileté války (1645) vypálena švédskými vojsky. Po této tragické události zůstal celý kraj 140 let neobydlen, a to až do roku 1783, kdy se zde za držby Aloise I. Josefa z Lichtenštejna usadilo deset německých rodin. I tak zůstala osada velmi malá, a proto byla administrativně připojena ke Kolodějům.
Roku 1806 zde byl srovnán se zemí kostel sv. Bartoloměje a materiál z něj byl použit na stavbu kostela Povýšení sv. Kříže v Kolodějích. Do Koloděj při tom byl z Újezda převezen obraz sv. Bartoloměje a tři zvony. Jeden z nich, pocházející z roku 1486, je v kolodějském kostele dosud.

### Začátek 20. století
Začátkem 20. století se Újezd rozrůstal a v roce 1914 v něm stálo osmdesát domů. Impulzem ke stěhování obyvatel do lesa Vidrholec (tehdy psáno Fidrholec) bylo zejména roku 1883 zřízení zastávky na železniční trati z Prahy. Nedaleké nádraží původně neslo název Jirna, po vzniku republiky v roce 1918 je doložen název Jirny-Koloděje, po osamostatnění Klánovic Jirny-Klánovice.

### Období první československé republiky
Samostatná obec Újezd vznikla 14. srpna 1921. Ve stejném roce se od něj odpojily Koloděje, naopak se k němu připojila osada Blatov (se třemi rybníky – Chobotem, Slavětínem a Nohavičkou).
Ve dvacátých a třicátých letech 20. století zesílil příliv nových obyvatel. Podél státní silnice z Prahy do Kolína vyrostlo množství rodinných domů, proběhla výstavba kanalizace, chodníků, koupaliště nebo hasičské zbrojnice. Do roku 1938 byla postavena Masarykova škola, obecní dům, knihovna, pošta a četnická stanice. Rozvinul se zde bohatý společenský a kulturní život, působily tady dva divadelní soubory. Roku 1940 byl založen nový hřbitov při cestě do Sibřiny.

### Po druhé světové válce
V roce 1953 byla k Újezdu připojena obec Nová Sibřina. V průběhu let se často měnila příslušnost Újezda k okresům – postupně patřil pod Žižkov, Říčany, Prahu-sever a Prahu-východ.

### Přičlenění kPraze a další vývoj
Dne 1. července 1974 byl Újezd, stejně jako sousední Běchovice, Klánovice a Koloděje, přičleněn k hlavnímu městu a stal se součástí obvodu Praha 9. V osmdesátých letech bylo vystavěno na konci obce směrem ke Kolínu panelové sídliště, a tak velmi významně stoupl počet obyvatel. Význam Újezda nad Lesy postupně rostl s úpravami územního členění Prahy v letech 1990, 1994 a 2001. Dne 1. července 2001 byl vytvořen samostatný správní obvod Praha 21, který vykonává přenesenou působnost státní správy pro Klánovice, Běchovice a Koloděje. Od počátku roku 2002 došlo k přejmenování městské části Praha-Újezd nad Lesy na současný název Praha 21.
Jako většina městských částí na periferii Prahy je ovlivněna mohutnou a často neregulovanou výstavbou rodinných domů. Na posledních volných plochách v centru obce byly vystavěny diskontní prodejny a nové byty.
Vadou na kráse Újezda byla hluboká jáma, která téměř deset let zůstávala v centru obce (na křižovatce ulic Starokolínská a Staroújezdská) po demolici budovy tělocvičny Sokola s restaurací, místními obyvateli byla zvaná Karel.[zdroj?] V posledních letech zde vyrostla polyfunkční budova Level, v níž sídlí knihovna a Újezdské muzeum. Od r. 2016 zde má své pracoviště i Dům dětí a mládeže Praha 10.
Vystavěn byl také skatepark a pumptrack.

## Pamětihodnosti
Vila v ulici Starokolínská 59Architekt Otakar Novotný, postaveno roku 1906 pro dr. J. Žižku. Stavba kombinuje prvky anglické vilové architektury a prvky lidové architektury.
Lichtenštejnský kámen v Klánovickém leseDobu velkého vlivu Lichtenštejnů na zdejší kraj nám dosud mimo jiné připomíná památný kámen u železniční trati v Klánovickém lese. Na kameni je vytesán latinský nápis: „Princ Joan Quercetum ad 40 ann Regim Jubil 12 Nov 1898“. Kámen tedy pochází z roku 1898, kdy princ Jan II. z Lichtenštejna slavil čtyřicetileté jubileum své vlády na panství škvoreckém a uhříněvském. Podobných jubilejních kamenů bylo – vedle tohoto v Klánovickém lese – na škvoreckém panství vztyčeno hned několik. Samotný nápis na kameni dnes není již dobře čitelný a celý kámen je značně nakloněný.
Pomník obětem druhé světové války u televizní retranslační věžePomník umístěný u dnešní retranslační věže v Klánovickém lese připomíná vůbec poslední úvalské oběti druhé světové války. Byli jimi zdravotníci Bohumil Jandourek, Karel Marčín a Jaroslav Michálek, kteří byli zatčeni přímo v budově obecního úřadu, když konali zdravotnickou službu a jejich těla byla nalezena ve Vidrholci až 8. května.
Do kamene pomníčku je vsazena kovová deska, na které stojí: „Zde zemřeli pro věrnost k národu a lásku k zemi dne 8. května 1945 úvalští občané Bohumil Jandourek; Karel Marčín; Jaroslav Michálek. Nezapomeňme!“. U kamene se nachází i malý záhonek s květinami, který dnes není příliš udržovaný.
CyrilovDo severovýchodní části katastrálního území zasahuje část přírodní rezervace Cyrilov.

## Fotogalerie

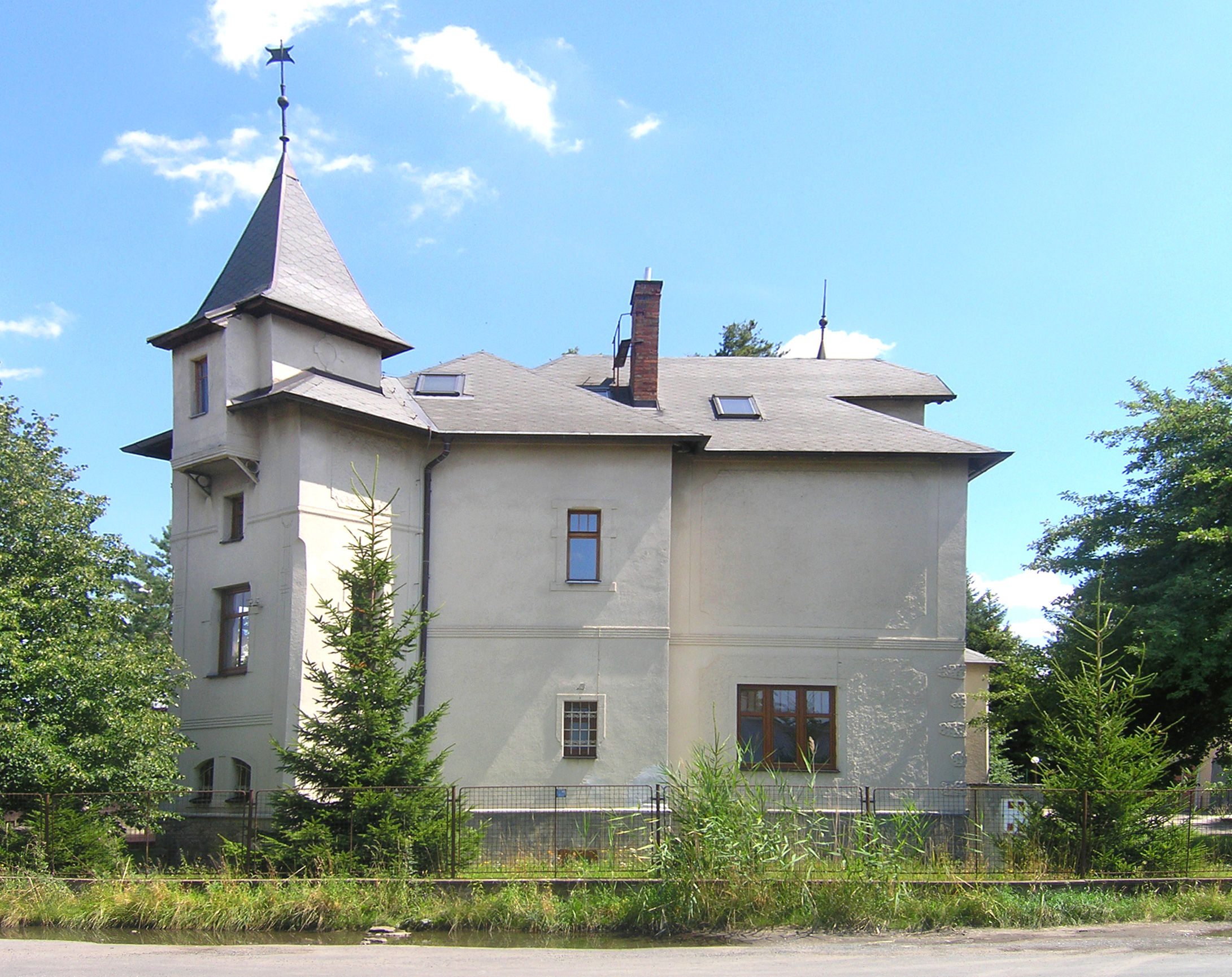
Vila v Ratbořské ulici
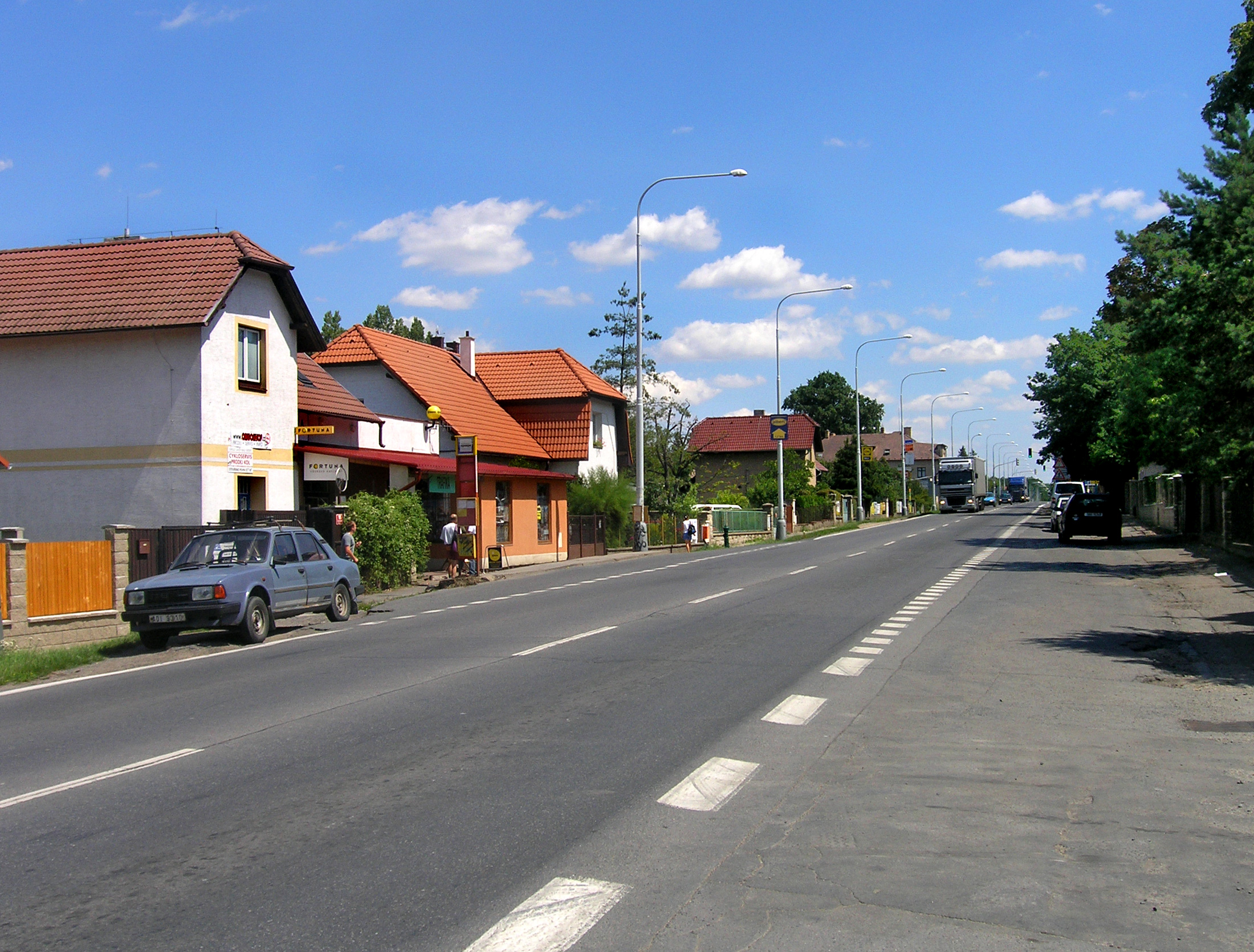
Starokolínská ulice je hlavní silnicí v Újezdě
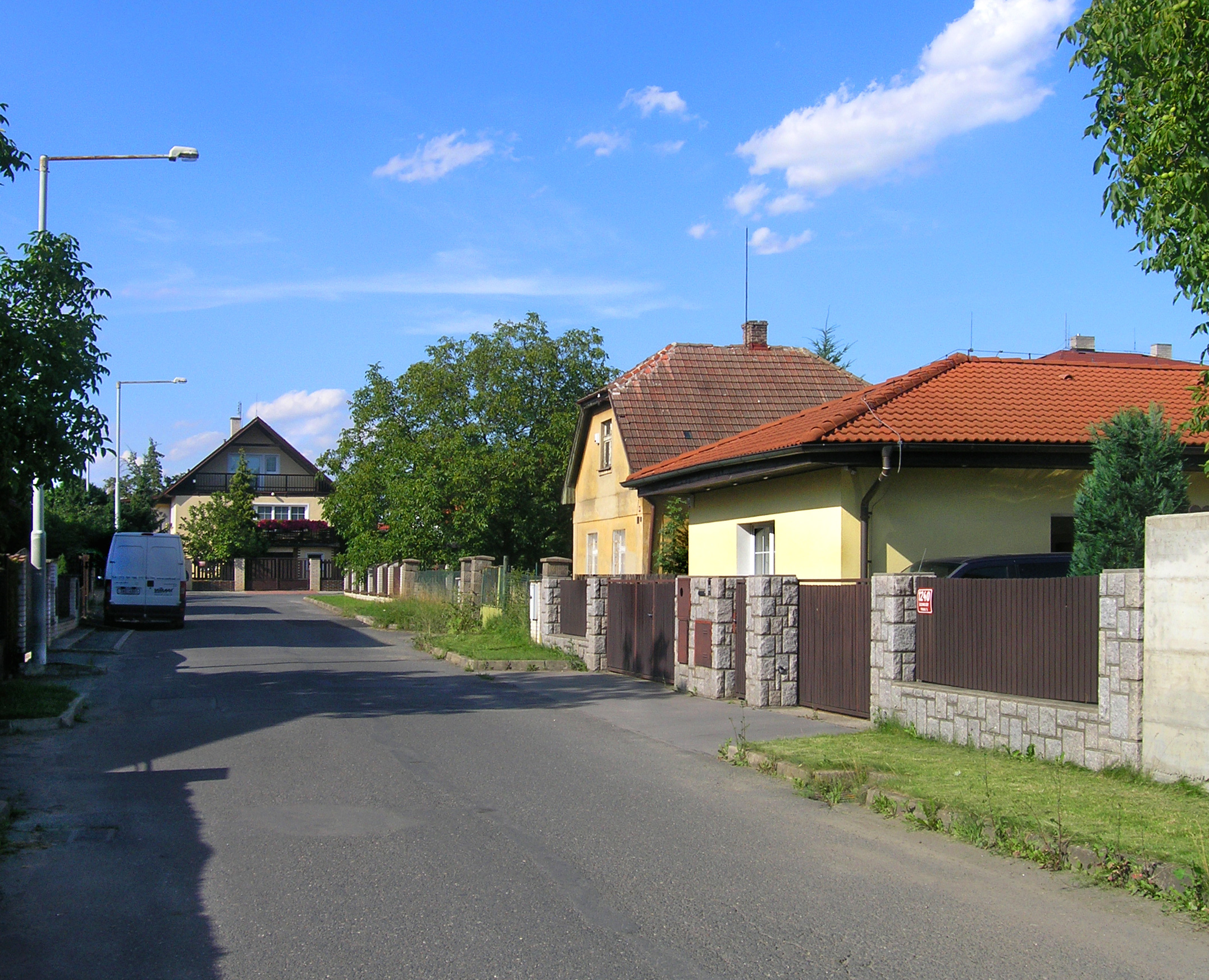
Vilová zástavba typická pro Újezd
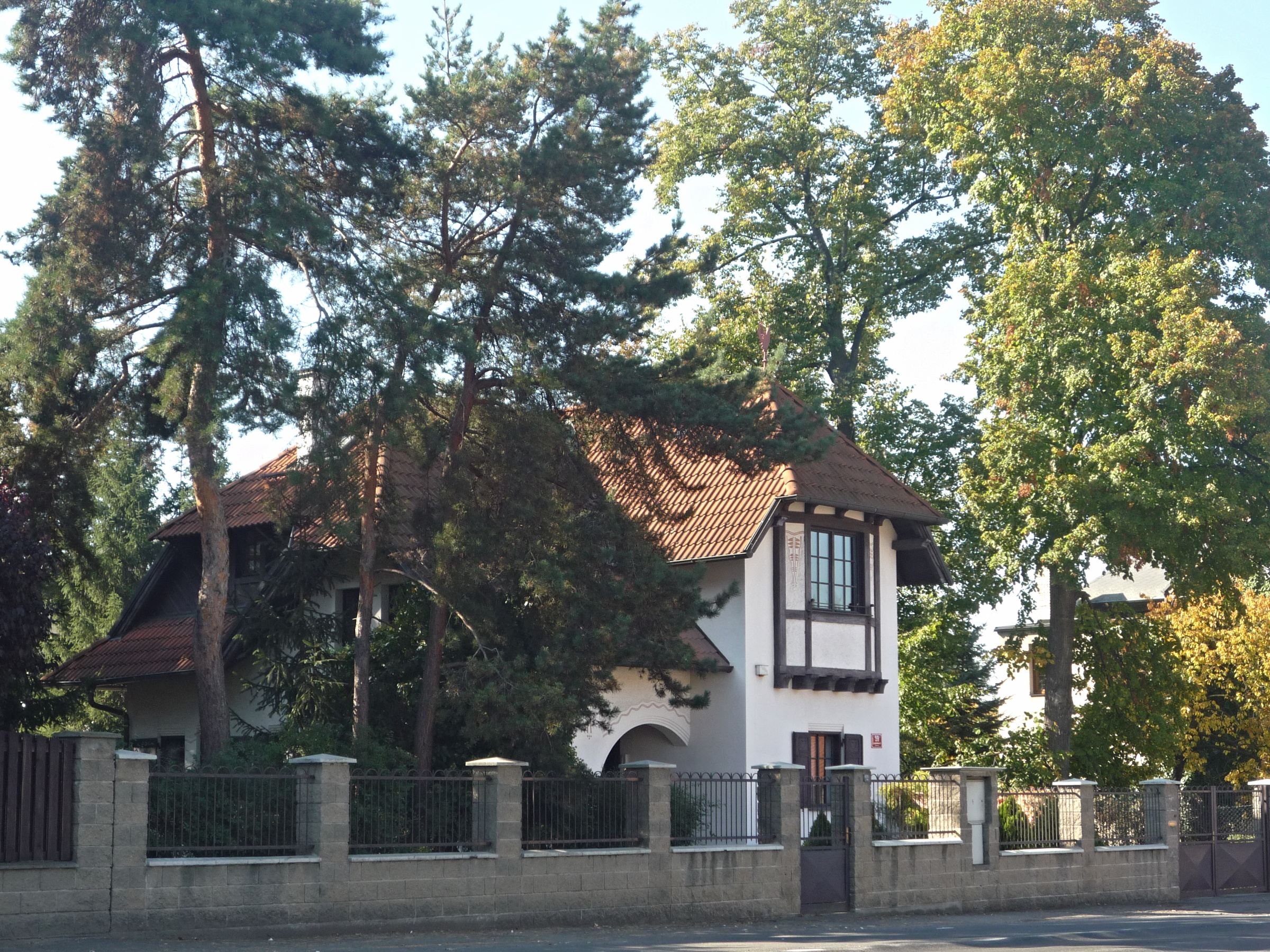
Vila, Starokolínká 59